# Người bị người ngoài hành tinh bắt cóc
Người bị người ngoài hành tinh bắt cóc (còn gọi là người bị bắt cóc và người trải nghiệm) là những người tuyên bố mình đã bị người ngoài hành tinh bắt cóc. Thuật ngữ "hiện tượng bắt cóc" mô tả những lời tuyên bố về những sinh vật không phải con người bắt cóc các cá nhân và tạm thời đưa họ ra khỏi môi trường sống quen thuộc trên Trái Đất. Những kẻ bắt cóc, thường được hiểu là các dạng sống ngoài Trái Đất, được cho là bắt buộc những người trải nghiệm phải kiểm tra y tế, qua đó nhấn mạnh đến hệ thống sinh sản của họ.

## Tổng quan
Câu chuyện về vụ bắt cóc người ngoài hành tinh đầu tiên được công bố rộng rãi là vụ bắt cóc Betty và Barney Hill vào năm 1961. Kể từ thời điểm đó, độ tin cậy và sức khỏe tinh thần của những người bị cáo buộc là người trải nghiệm đã có tầm quan trọng lớn đối với những người đang tìm cách xác định tính xác thực của các tuyên bố bắt cóc. Các học giả chính thống và các thành viên của phong trào hoài nghi thường nghi ngờ rằng hiện tượng này xảy ra theo đúng nghĩa đen như được báo cáo, và đã đề xuất nhiều cách giải thích khác nhau. Các báo cáo về hiện tượng bắt cóc đã được thực hiện trên khắp thế giới, nhưng ít phổ biến hơn bên ngoài các quốc gia nói tiếng Anh, đặc biệt là nước Mỹ.
Những người theo chủ nghĩa hoài nghi như vậy thường lập luận rằng hiện tượng này có thể là một huyền thoại dân gian thời hiện đại hoặc những giấc mơ sống động xảy ra trong trạng thái tê liệt khi ngủ. Ngược lại, giới nghiên cứu UFO và siêu linh giữ vị trí gần với giá trị thực của những lời tuyên bố bắt cóc. Việc khám phá ra những đặc điểm tâm lý chung do người bị bắt cóc chia sẻ có khả năng xác định một lời giải thích về thần kinh học cho những tuyên bố này, trong khi những điểm tương đồng hoặc khác biệt khác có thể giúp củng cố rằng tuyên bố của những người trải nghiệm trên thực tế tương ứng với thực tế khách quan.
Về mặt phân loại, người bị bắt cóc có một số đặc điểm tâm lý khiến lời khai của họ bị nghi ngờ.  Tiến sĩ Elizabeth Slater đã tiến hành một nghiên cứu mù quáng về 9 người tuyên bố mình bị bắt cóc và nhận thấy họ có xu hướng "suy nghĩ hoang tưởng nhẹ", gặp ác mộng và có bản sắc tình dục yếu ớt. Theo Yvonne Smith, một số người nghi là bị bắt cóc xét nghiệm dương tính với bệnh lupus, mặc dù không có bất kỳ triệu chứng nào khác.

## Độ tuổi
Trong một nghiên cứu điều tra động cơ của những kẻ bắt cóc khả nghi, Jenny Randles đã phát hiện ra rằng trong bốn trường hợp trong tổng số năm mươi trường hợp mà người trải nghiệm trên bốn mươi tuổi trở lên, họ đã bị người ngoài hành tinh từ chối vì "những gì họ (người trải nghiệm) thường được suy luận là lý do về mặt y tế." Randles kết luận "[Vụ] bắt cóc về cơ bản là trải nghiệm của một người trẻ tuổi."

## Siêu linh
Nhiều nhà nghiên cứu ủng hộ hiện tượng bắt cóc cho rằng những người bị bắt cóc có tỷ lệ mắc các sự kiện và khả năng huyền bí không liên quan đến bắt cóc cao hơn. Sau trải nghiệm bị bắt cóc, những khả năng và sự kiện huyền bí này đôi khi dường như trở nên rõ ràng hơn. Theo điều tra viên Benton Jamison, những người trải qua vụ bắt cóc trình báo nhìn thấy UFO lẽ ra phải được các nhân chứng chứng thực độc lập báo cáo thì trông có vẻ như như "là 'nhân cách ngoại cảm' theo nghĩa của Jan Ehrenwald."
Đôi khi chủ thể bị bắt cóc trải nghiệm cảm giác vừa là người vừa là người ngoài hành tinh cùng một lúc, hiện tượng mà Joe Nyman gọi là "tham chiếu kép". Tham chiếu kép xuất hiện trong các phiên thôi miên hồi quy qua đó đối tượng báo cáo sự tồn tại trước khi sinh hoặc trước khi sống là một trong những chủng loài giống như những người mà sau này kể lại đã bắt cóc họ. Khi trình bày một bài viết về chủ đề này tại hội nghị người ngoài hành tinh bắt cóc của MIT năm 1992, một số điều tra viên tham dự đã buộc tội ông ấy dẫn dắt các đối tượng của mình trong các phiên thôi miên hồi quy, vốn có thể khuyến khích họ bịa chuyện. Tuy nhiên, một số đối tượng của Nyman không đồng ý với lời buộc tội này và bảo vệ ông ấy.